# Landschaftsschutzgebiet östlich Delstern
Das Landschaftsschutzgebiet östlich Delstern mit einer Flächengröße von 3,76 ha befindet sich auf dem Gebiet der kreisfreien Stadt Hagen, Stadtteil Emst, in Nordrhein-Westfalen. Das Landschaftsschutzgebiet (LSG) wurde 1994 mit dem Landschaftsplan der Stadt Hagen vom Stadtrat von Hagen ausgewiesen. Das Landschaftsschutzgebiet ist für Wohnflächen vorgesehen. Bei einer Rechtsverbindlichkeit eines Bebauungsplanes erlischt für diese Flächen die Ausweisung als Landschaftsschutzgebiet.

## Beschreibung
Das LSG grenzt im Süden an das 49,10 ha große Naturschutzgebiet Hardt. Sonst ist das LSG nur von Wohnsiedlungsbereichen umgeben. Es befindet sich nur Laubwald im LSG.

## Schutzzweck
Laut Landschaftsplan erfolgte die Ausweisung „zur Erhaltung und Wiederherstellung der Leistungsfähigkeit des Naturhaushaltes, insbesondere wegen des Vorkommens wertvoller Waldgesellschaften; wegen der Vielfalt, Eigenart und Schönheit des Landschaftsbildes und wegen seiner besonderen Bedeutung als stadtnahes Erholungsgebiet“.